# Дерья, Догуш
Догуш Дерья (род. 1978) — северокипрский политик.

## Биография
Родилась в 1978 году в Северной Никосии. Изучала политологию и международные отношения в Стамбульском университете, который окончила в 1999 году. Затем получила степень магистра на кафедре социологии Босфорского университета. Степень доктора философии получила в Кипрском университете.
Принимала участие в создании Ассоциации представителей университет и Кипрской молодежной платформы. В последние годы обучения в Турции активно участвовала в деятельности ряда ассоциаций по защите прав женщин.
После возвращения на Кипр в 2007—2008 годах преподавала политическую социологию в Ближневосточном университете.

### Политическая карьера
В 2013 году баллотировалась в состав Ассамблеи от республиканской турецкой партии, была 6-й в партийном списке. Получила 18175 голосов, заняв 7-е место, и была избрана, в 2018 году переизбралась.
Дерья известна как активная сторонница гендерного равенства, защиты прав ЛГБТ, а также демократических ценностей и свободы в сфере образования. Бурные обсуждения вызвал тот факт, что во время принесения присяги в Ассамблее она отказалась произносить текст, в котором делался акцент на «целостности Турецкой Республики Северного Кипра», заявив, что клятва «слишком маскулинная». Дерья хотела зачитать изменённый вариант присяги, в котором делался акцент на борьбе за федеральный Кипр и против любых форм дискриминации, включая основанную на сексуальной ориентации. В 2014 году она инициировала внесение изменений в Уголовный Кодекс, в том числе в статьи о сексуальных преступлениях. В 2015 году она возглавила комитет, который занимался подготовкой новой редакции Семейного Кодекса. В предложенной Дерьей редакции Кодекса мальчикам предоставлялась возможность получить столь же сильную степень защиты, как и девочкам, а также женщинам давалась право свободного выбора фамилии после замужества. Помимо этого, в законе предлагалось увеличить меры по защите женщин, которые подвергаются насилию, или существует угроза его применения.